# ۱۰۹ (قمری)
۱۰۹ (قمری)، صد و نهمین سال در گاهشماری هجری قمری است. اول محرم این سال برابر با دوم مه سال ۷۲۷ میلادی است.